# Na drugą planetę
Na drugą planetę (pierwsze wydania pt. W nieznane światy) – powieść Władysława Umińskiego, zaliczana do nurtu fantastyki naukowej dla młodzieży. Jest jedną z pierwszych polskich powieści tego nurtu. Powieść ukazała się w odcinkach w magazynie w 1894 roku i została wydana jako książka w roku następnym.
Osią fabuły jest próba nawiązania kontaktu z Marsem przy użyciu teleskopu i potężnych sygnałów świetlnych.

## Fabuła
W tej powieści główny bohater, astronom Edwin Harting, postanawia nawiązać kontakt z Marsjanami. Do tego celu wykorzystuje nowoczesny teleskop i technikę wysyłania sygnałów świetlnych, uzyskanych w wyniku spalania zawartego w aluminium glinu, opracowaną przez chemika Barretta. Niestety z Marsa nie przychodzi oczekiwana odpowiedź, aczkolwiek dostrzeżono niejednoznaczne zmiany, które niektórzy odczytują jako odpowiedź Marsjan, ale większość jest sceptyczna („spektroskop orzekł, że jest to odbite światło Słońca, ale nie można określić, czy powierzchnia odbijająca jest naturalna w rodzaju grupy obłoków, czy też sztuczna”). Brak jasnej odpowiedzi z Marsa pod koniec powieści doprowadza Hartinga do obsesji lub nawet szaleństwa (aczkolwiek według późniejszej powieści Umińskiego, Zaziemskie światy, osadzonej w tym samym uniwersum, jakiś czas później, Harting odniósł sukces).
Drugoplanowymi bohaterami powieści są także też dziennikarz Tabb, który szpieguje naukowców, i sponsor naukowców, milioner Brighton.
W  „Kurierze Warszawskim” z 1894 r. przedstawiono szczegółowe streszczenie powieści: „»Nieznane światy«, dalekie, tajemnicze, drażniące od pewnego czasu ciekawość uczonych, niepokoją młodego astronoma amerykańskiego, Edwina Hartinga. Upodobawszy sobie Marsa, »narwaniec« uwidział sobie, że mieszkają tam istoty rozumne, z któremi należy zawiązać koniecznie stosunki. W tym celu namówił miljonera Brightona do zbudowania olbrzymiego teleskopu o dwumetrowej średnicy i zapalenia na kilku wybranych wyniosłościach sygnałów. Rozumie się, że takie przedsiębiorstwo wydało się praktycznym amerykanom szaleństwem. Kupcy, zdziwieni sportem Brightona, ogłosili go warjatem lub bankrutem, co w krąju bisness’u znaczy to samo. W mieście pokazywano sobie miljonera palcami, na giełdzie nie ufano jego firmie. Mimo to nie dali się Brighton i Harting odwieść od zamiaru. Zbudowali teleskop-olbrzyma i zapalili owe sygnały dla marsjanów. Szkielet ten wypełnił p. Umiński wielką obfitością przygód, powiązanych z sobą według wszelkich reguł powieści fantastycznej, polegającej głównie na umiejętnem zestawieniu mnóstwa ciekawych szczegółów. Harting, udawszy się w drogę w celu zapalenia sygnałów, naraża się oczywiście na zmienne losy podróży w krajach dzikich i znosi różne niewygody. Przebywa napady zwierząt, trzęsienia ziemi, przekracza wyschłe nagle rzeki itp.”.

## Historia edycji
Książka ukazała się najpierw w odcinkach w czasopiśmie „Przyjaciel Dzieci” w 1894 (nr 27-48) pod tytułem W nieznane światy.
Pierwsze wydanie książkowe (Petersburg 1895, wydane przez Księgarnię Polską Kazimierza Grendyszyńskiego) także nosiło tytuł W nieznane światy. Powieść fantastyczna. Drugie wydanie tamże w 1903 nosiło tę samą nazwę, aczkolwiek inne źródła drugim wydaniem nazywają edycję z 1913 r. Od wydania z 1913 książka nosiła tytuł Na drugą planetę. Powieść fantastyczna. Książka doczekała się późniejszych wydań, m.in. w latach 1921, 1929, 1930, 1931, 1946, 1956, 1957, 1968, 1972 (ostatnie wydania nakładem Wydawnictwa „Nasza Księgarnia”). Fragment powieści pt. Słońce na Ziemi przedrukowano także w antologii Zbigniewa Przyrowskiego Nowa cywilizacja z 1973.

## Analiza
Geneza powieści jest częściowo związana z marzeniami samego Umińskiego, który był zafascynowany techniką i brał udział w pracach wynalazczych i konstrukcyjnych, ale nie mógł ich znacząco realizować z powodu problemów finansowych. Jak wiele innych utworów Umińskiego, książka ta jest też uważana za inspirowaną twórczością Julesa Verne’a (tu Wokół Księżyca).
Nie była to pierwsza powieść Umińskiego zawierająca elementy fantastyki naukowej (Balonem do bieguna, wydawana w odcinkach w tygodniku „Wieczory Rodzinne” w 1892, a jako wydanie książkowe w 1894, zawierała futurystyczny model sterowca).
Smuszkiewicz uznał „element fantastyczny” powieści za stosunkowo ubogi – poza samym potencjalnym elementem życia na Marsie, „fantastyczny” gadżet, który Umiński opisał, to teleskop refraktorowy, już istniejący. Umiński po prostu zwiększył skalę teleskopu (w pierwszej wersji powieści jest to teleskop z soczewką dwumetrową, w rzeczywistości największy taki teleskop, istniejący już w tym czasie, miał soczewkę jednometrową; większych nigdy nie zbudowano, gdyż teleskopy refraktorowe zostały wyparte przez teleskopy innego rodzaju; w późniejszej wersji Umiński zmienił średnicę na trzy i pół metra). Innym elementami fantastycznymi występującymi w powieści są technologie zaawansowanego (zminiaturyzowanego) fonografu i komunikacja międzyplanetarna przy pomocy spalania glinu, aczkolwiek – podobnie jak z teleskopem – są to tylko realistycznie zaawansowane wersje technologii istniejących w świecie rzeczywistym i znanych popularyzatorom nauki takim jak Umiński.
Była to jedna z pierwszych, jeśli nie pierwsza, powieść w języku polskim poruszająca temat Marsa w kontekście fantastycznonaukowym (Umiński był na bieżąco z odkryciami Schiaparellego i Lowella i teoriami nt. kanałów marsjańskich). Maciej Wróblewski zauważa, że element fantastycznonaukowy w powieści to w mniejszym stopniu „cudowne” ww. wynalazki, niezbyt imponujące w porównaniu do wielu bardziej odważnych dzieł tego gatunku, ale „szacunek do wiedzy i niemal bezkrytyczne zaufanie do możliwości poznawczych nauki”.
Według Krystyny Kuliczkowskiej w przeróbkach, późniejszych wersjach utworu, Umiński staje się bardziej otwarty na motyw nawiązania kontaktu z Marsem, być może pod wpływem inspiracji H. G. Wellsem. 
Akcja powieści osadzona jest w Stanach Zjednoczonych, kraju, który Umiński realistycznie kojarzył jako zaawansowany technicznie (co później było krytykowane przez cenzorów ery PRL-u, zarzucających autorowi „uwielbienie dla Ameryki”, i doprowadziło do braku wznowień książki w latach 1947–1955, mimo zabiegów Umińskiego). Pewnym ukłonem w stronę Lowella może być też osadzenie znacznej części powieści w Bostonie (rodzinnym mieście Lowella) i górach Sierra Madre (gdzie znajdowało się jego obserwatorium).
Powieść wpisuje się w nurt pozytywistyczny, aczkolwiek z bardziej wymoderowanym podejściem dydaktycznym. Elementy fantastycznonaukowe to wynalazki (zaawansowany teleskop i technika wysyłania sygnałów świetlnych), a także częste użycie terminów naukowych np. „łuk elektryczny” czy „absorbcyjna zdolność atmosfery” i liczb, w tym całych akapitów wyliczeń. Według Makucha powieść ma schemat baśni, w której główny bohater, astronom Harting, przezwycięża różne przeszkody przy pomocy innych postaci.
Makuch zauważa, że dysputy naukowców w powieści „są punktem zderzenia ze sobą dwu podejść do nauki” – utylitarysty/praktyka (Barretta) i fantasty/marzyciela (Hartinga). Umiński moralistycznie sugeruje, że praktyczne podejście Barretta jest bardziej realistyczne; jak pisze Makuch: „Jeśli tylko Harting powściągnie swoje emocje, odda się pracy i opisze swoje dokonania za pomocą naukowego języka (dzieło zapowiedziane w ostatnich słowach powieści), to na pewno odniesie sukces”. Równocześnie jednak powieść jest też pochwałą dla „pragnienia poznania”, Umiński pozytywnie przedstawia bohaterów, którzy poświęcają wiele, by dojść do prawdy (astronom Harting, dziennikarz Tabb); według Makucha uczucia Umińskiego można streścić następująco: „nie należy zapominać o zdrowym rozsądku, bo ciekawością można się... sparzyć, lecz znaczące przemilczenia narratora świadczą o tym, że w obliczu poznania wolno więcej”.
Makuch i Wróblewski krytykują bagatelizację negatywnych konsekwencji wynalazków. Bohaterowie w Ekwadorze tworzą „drugie słońce”, które generuje sygnał świetlny, równocześnie jednak raniąc pobliskie zwierzęta i ludzi; Umiński jednak koncentruje się na pozytywnym aspekcie zwycięstwa człowieka nad siłami natury, a sytuacja „oślepionych i poparzonych Indian” jest wspomniana na marginesie. Jak pisze Makuch: „Groza tego zjawiska zostaje zignorowana, a lęk przed modernizacją stłumiony. Rozwój nauki i techniki oślepia; Umiński nie dostrzega zagrożenia czyhającego za tym jasnym światłem”.

## Odbiór
Recenzent z 1894 z „Kuriera Warszawskiego” chwalił powieść, pisząc „Wszystkie powieści fantastyczne p. Umińskiego zasługują ze wszech miar na uznanie i poparcie. Dodają one do bogatej bajki obcych autorów w tym rodzaju pierwiastek swojski”.
W 1885 roku o książce pisał recenzent czasopisma „Ateneum”. Pochwalił walory edukacyjne powieści („przedstawienie wiadomości geograficznych, klimatycznych, itp.”) i konstrukcję postaci bohaterów, podsumowując, że „powieść ta może istotnie żywo zająć uczniów klas realnych, obeznanych z naukami przyrodniczymi i matematyką; a w niektórych scenach rozwiją niepospolitą siłę dramatyczną”.